# Борго ди Сопра (Фиренца)
Борго ди Сопра је насеље у Италији у округу Фиренца, региону Тоскана.
Према процени из 2011. у насељу је живело 96 становника. Насеље се налази на надморској висини од 155 м.